# Robert Sánchez
Pour les articles homonymes, voir Sánchez.
Lynch  Sánchez est un nom espagnol. Le premier nom de famille, en général paternel, est Lynch ; le second, en général maternel, souvent omis, est Sánchez.
Robert Sánchez, né le 18 novembre 1997 à Carthagène (Espagne), est un footballeur international espagnol qui évolue au poste de gardien de but au Chelsea FC.

## Biographie
Né d’un père anglais d’origine jamaïcaine et d’une mère espagnole, Robert Sánchez commence le football à l'âge de 4 ans directement en tant que gardien de but. Il a alors pour modèle Iker Casillas puis plus tard David de Gea.

### Carrière en club
Passé par le club de La Palma puis par le FC Cartagena, Robert Sánchez s'engage au Levante UD à l'âge de 12 ans.

#### Brighton and Hove Albion
Il rejoint Brighton & Hove Albion à l'âge de 15 ans et y signe un premier contrat professionnel deux ans après son arrivée. N'arrivant pas à obtenir une place en équipe première, il est prêté successivement à Forest Green Rovers FC qui évolue en League Two en 2018-2019 puis Rochdale qui évolue en League One en 2019-2020, deux clubs où il participe à de nombreuses rencontres.
De retour à Brighton & Hove Albion en 2020, Sánchez n'est en début de saison que le cinquième gardien de son équipe. Des blessures et des transferts de ses rivaux lui permettent de gagner sa place de titulaire.
Il est sous contrat avec son club jusqu'en juin 2025.

#### Chelsea FC
Le 5 août 2023, Robert Sánchez s'engage avec le Chelsea FC en paraphant un contrat de sept ans jusqu'en 2030,,. Il est titularisé en championnat en début de saison par l'entraîneur Mauricio Pochettino. Il enchaîne les rencontres jusqu'en décembre où il se blesse à un genou. Il peut reprendre la compétition à partir de la mi-février. Il remporte la Ligue Conférence de l'UEFA avec Chelsea en 2025.

### Sélection nationale
Espagnol mais ayant cinq ans de résidence en Angleterre, Robert Sánchez est éligible aux sélections espagnole et anglaise.
Convoqué pour la première fois avec la Roja en mars 2021, il fait partie de la liste de 24 joueurs établie par le sélectionneur Luis Enrique pour l'Euro 2020. Il ne joue pas lors de cet Euro où la Roja atteint les demi-finales.
Robert Sánchez obtient sa première sélection en septembre 2021 lors d'un match de qualification pour la Coupe du monde 2022. Il rentre en cours de match à la place d'Unai Simón lors de la victoire contre la Géorgie (4-0) alors que ce score est déjà obtenu.
Le 11 novembre 2022, il fait partie de la sélection de 26 joueurs établie par Luis Enrique pour participer à la Coupe du monde 2022 au Qatar.

## Palmarès
| Chelsea (2) |
| --- |
| - Coupe du monde des clubs : - Vainqueur : 2025 - Coupe de la Ligue : - Finaliste : 2024 - Ligue Conférence - Vainqueur : 2025 |